# Patricia Velasquez
Patricia Carola Velásquez Semprún (ur. 31 stycznia 1971 w Zulia) – wenezuelska aktorka i modelka.
Jej ojciec jest Metysem, a matka Indianką Wayuu.

## Życie prywatne
W 2015 roku dokonała coming outu, wyznając, że jest lesbijką.

## Filmografia
- 1996: Jaguar (Le Jaguar) jako Maya
- 1997: Erupcja (Eruption) jako Luisa Soares
- 1999: Beowulf – pogromca ciemności (Beowulf) jako Pendra
- 1999: Mumia (The Mummy) jako Anck Su Namun
- 2000: Za wszelką cenę (Turn It Up)
- 2001: Mumia powraca (The Mummy Returns) jako Meela Nais / Anck Su Namun
- 2002: Fidel – Legenda (Fidel) jako Mirta
- 2003–2004: Bogaci bankruci (Arrested Development) jako Marta Estrella
- 2004: Łowcy umysłów (Mindhunters) jako Nicole Willis
- 2008: Słowo na L (The L Word) jako Begoña

## Publikacje
- Patricia Velasquez: Straight Walk: A Supermodel’s Journey To Finding Her Truth. Post Hill Press, 2015. ISBN 978-1-61868-935-1.